# Dave Kennedy
David Paul Kennedy, detto Dave (Sligo, 15 gennaio 1953), è un ex pilota automobilistico irlandese.

## Carriera
Iniziò la carriera nel campionato irlandese di Formula Ford 1600 nel 1972. Dopo una breve esperienza in Australia, in cui si recò con l'amico e pilota Derek Daly a svolgere la professione di minatore per guadagnare i fondi necessari al prosieguo della carriera, tornò in patria nel 1975 dove vinse il campionato di Formula Ford. L'anno seguente corse con buon successo nella stessa categoria, ma in Regno Unito e nel campionato europeo nel quale conquistò il titolo di vice campione.
Passò poi al campionato europeo di Formula 3 con la March della Scuderia Allegrini Euroracing, poi con una Argo ottenendo alcuni podi e discreti risultati durante la stagione. Nel 1978 rimase nella categoria, ma senza brillare particolarmente anche a causa di una monoposto non particolarmente competitiva, e tornò in Australia per partecipare alla Rothmans Series di Formula 5000.
Nello stesso anno corse nell'ultima prova del campionato di Formula Aurora, vincendo all'esordio alla guida di una Wolf WR3. Nel 1979 continuò il suo impegno nella Formula Aurora e riuscì a imporsi nelle prime due corse del campionato a Zolder e Oulton Park, ripetendosi anche nella gara di  Mallory Park. Conquistò il secondo posto finale dietro a Rupert Keegan. Tentò di qualificarsi senza successo alla  Race of Champions 1979 su una Thoedore.
Nel 1980, Teddy Yip, il proprietario della Theodore spinse Kennedy a correre in Formula 1 con la Shadow. La DN11 era una vettura poco competitiva e tecnologicamente superata; Kennedy non si qualificò mai tranne in Spagna, gara che venne poi invalidata. La sua ultima partecipazione fu alle qualifiche del Gran Premio di Francia dopodiché il suo team si ritirò dalla Formula 1.
Passò alle vetture turismo, gareggiando nella Can-Am, ma soprattutto s'impegnò nelle vetture sport. Nel 1985  partecipò al campionato nipponico per queste vetture, tra i prototipi. In quegli anni si legò alla Mazda di cui fu pilota ufficiale in varie competizioni. Nel 1989 corse la 24 Ore di Le Mans, giungendo settimo, e prevalendo nella categoria GTP, con Pierre Dieudonné e Chris Hodgetts. Vi tornò nel 1991, in cui fu sesto con Johansson e Sandro Sala, a 7 giri dai vincitori. Partecipò al campionato GT Endurance nel 1994, prima di abbandonare la carriera e diventare spalla tecnica nei commenti sulla Formula 1 per la televisione RTE, direttore del circuito di Mondello Park, nonché manager alla  Lola Racing Cars.
Nel 2003 è stato manager del pilota irlandese Ralph Firman.

## Risultati in F1
| 1980 | Scuderia | Vettura     |    |    |    |    |    |    |    |  |  |  |  |  |  |  |  |  |  | Punti | Pos. |
| ---- | -------- | ----------- | -- | -- | -- | -- | -- | -- | -- |  |  |  |  |  |  |  |  |  |  | ----- | ---- |
| 1980 | Shadow   | DN11 e DN12 | NQ | NQ | NQ | NQ | NQ | NQ | NQ |  |  |  |  |  |  |  |  |  |  | 0     |      |

| Legenda | 1º posto     | 2º posto | 3º posto    | A punti         | Senza punti/Non class.  | Grassetto – Pole position Corsivo – Giro più veloce |
| Legenda | Squalificato | Ritirato | Non partito | Non qualificato | Solo prove/Terzo pilota | Grassetto – Pole position Corsivo – Giro più veloce |